# HD 10042
HD 10042，又名CP-79 40，SAO 255794、HR 467，是一颗恒星，视星等为6.11，位于銀經300.26，銀緯-38.41，其B1900.0坐标为赤經1h 32m 59.1s，赤緯-79° -38.41′ 45″。